# Nutrixxion-Abus
Nutrixxion-Abus (Kod UCI: TSP) – niemiecka grupa kolarska istniejąca w latach 2004–2013. Od sezonu 2005 grupa należała do dywizji UCI Continental Teams.

## Nazwa grupy w poszczególnych latach
| lata      | nazwa                     |
| --------- | ------------------------- |
| 2004–2008 | Team Sparkasse            |
| 2009–2010 | Team Nutrixxion Sparkasse |
| 2011      | Nutrixxion Sparkasse      |
| 2012–2013 | Nutrixxion Abus           |

## Ostatni skład (2013)
| Skład drużyny 2013      | Skład drużyny 2013 | Skład drużyny 2013 | Skład drużyny 2013          |
| Imię i nazwisko         | Data urodzenia     | Państwo            | Poprzednia grupa            |
| ----------------------- | ------------------ | ------------------ | --------------------------- |
| Rick Ampler             | 26 listopada 1989  | Niemcy             |                             |
| Holger Burkhardt        | 16 grudnia 1987    | Niemcy             |                             |
| Alexander Gottfried     | 5 lipca 1985       | Niemcy             | NetApp (2011)               |
| Grischa Janorschke      | 30 maja 1987       | Niemcy             | NetApp (2012)               |
| Sebastian Körber        | 1 marca 1984       | Niemcy             |                             |
| Dirk Müller             | 4 sierpnia 1973    | Niemcy             | Team Cologne (2002)         |
| Alexander Schmitt       | 18 sierpnia 1989   | Niemcy             | Eddy Merckx-Indeland (2011) |
| Benjamin Sydlik         | 1 września 1990    | Niemcy             |                             |
| Max Walsleben           | 23 czerwca 1990    | Niemcy             |                             |
|                         |                    |                    |                             |
| Źródło: ProCyclingStats |                    |                    |                             |

Przypis: Rick Ampler
Przypis: Holger Burkhardt